# Aston Martin V8 Vantage (2018)
Aston Martin V8 Vantage är en sportbil som den brittiska biltillverkaren Aston Martin presenterade i november 2017.

## V8 Vantage
V8 Vantage delar Aston Martins nyutvecklade bottenplatta med DB11-modellen. V8-motorn kommer från Mercedes-AMG GT. Leveranserna startade under 2018 och priset började på €154 000.

### Motor
| Modell        | Motor              | Cylindervolym | Effekt                | Vridmoment                 | Bränslesystem              |
| ------------- | ------------------ | ------------- | --------------------- | -------------------------- | -------------------------- |
| V8            | 8-cyl V-motor DOHC | 3982 cm³      | 510 hk vid 6000 v/min | 685 Nm vid 2000-5000 v/min | Direktinsprutning, biturbo |
| V8 F1 Edition | 8-cyl V-motor DOHC | 3982 cm³      | 535 hk vid 6000 v/min | 685 Nm vid 2000-5000 v/min | Direktinsprutning, biturbo |

## V12 Vantage
I mars 2022 introducerade Aston Martin en ny variant av Vantage-modellen med V12:an från den större DBS Superleggera. Samtidigt meddelade man att det blir företagets sista bil med V12-motor.

### Motor
| Modell | Motor               | Cylindervolym | Effekt                | Vridmoment                 | Bränslesystem              |
| ------ | ------------------- | ------------- | --------------------- | -------------------------- | -------------------------- |
| V12    | 12-cyl V-motor DOHC | 5204 cm³      | 700 hk vid 6500 v/min | 753 Nm vid 1800-6000 v/min | Direktinsprutning, biturbo |

## Vantage GTE

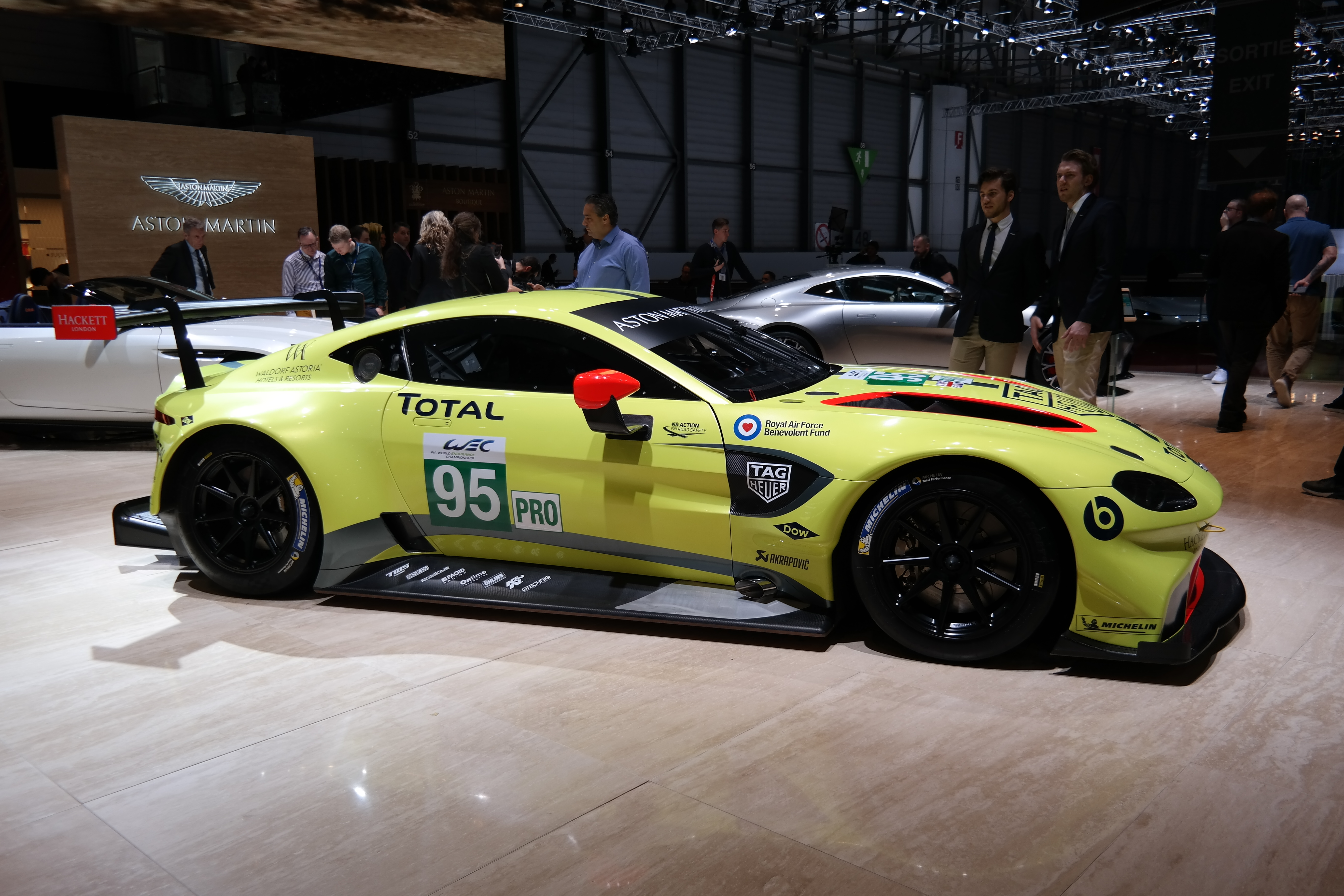
Aston Martin Vantage GTE

Bilen kommer även att användas i FIA WEC:s GTE-klass.